# Cerro de Matlaquiahuitl
Matlaquiahuitl significa cerro de los 10 aguaceros, y es la cumbre más alta del municipio de Córdoba, Veracruz (México), específicamente se localiza entre los límite de los municipios de Córdoba e Ixhuatlán del Café; se localiza en la llamada Sierra del Gallego. Alcanza los 1900 m s. n. m. Toma el nombre de la comunidad de Matlaquiahuitl que se asienta cerca de este.

## Vegetación
En la parte más alta del cerro corresponde a la vegetación de Bosque mesófilo de montaña, y a la parte media a Selva alta perennifolia. Destacan comunidades de helechos arborescentes, árboles gigantes como la saiba o ceiba, nogal, encino, jonote, guarumbo, entre oros. También encontramos gran cantidad de orquídeas, bromelias, helechos y otras epífitas y plantas rastreras y trepadoras.

## Fauna
Encontarmos mamíferos medianos como gato montés, mapache, tejón, oso hormiguero, armadillo o toche, tlacuache y pequeños como ardillas, conejos y ratones de campo; reptiles como palanca o nauyaca, coralillo, tepocho y una gran cantidad de lagartijas y gran cantidad de ranas y sapos. Aves como tucán verde o pico canoa, sácua, pepe, paloma huilota, gavilán, entre otras.

## Leyendas
Este cerro está rodeado de leyendas y mitos. La gente local está segura que este cerro corresponde a un "brazo" del Pico de Orizaba, porque continuamente se escuchan ruidos y retumbidos bajo la tierra.
Otra leyenda conocida es que se aparece una laguna en la cumbre del cerro con una "jícara" en medio, pero solo a algunas personas, la cual se necuentra llena de oro, pero no se hunde, por más que uno quiera alcanzarla esta se mueve alejándose de las orillas